# Mörrum
Mörrum er en by i Karlshamns kommun i Blekinge län i Sverige. I 2010 havde byen  3.695 indbyggere. Byen har station på Blekinge kustbana. Mörrum holder byfest hvert år den  11. maj for at fejre premieren for notfiskeriet i Mörrumsån, med marked og karruseller omkring Folkets hus.